# Sinophorus caradrinae
Sinophorus caradrinae är en stekelart som först beskrevs av Henry Lorenz Viereck 1912.  Sinophorus caradrinae ingår i släktet Sinophorus och familjen brokparasitsteklar. Inga underarter finns listade i Catalogue of Life.